# Classe Pensacola
La classe Pensacola era una classe di incrociatori pesanti in forza alla marina statunitense, progettata per la ricognizione offensiva e come antagonista della classe giapponese Myoko. Fu dotata di dieci cannoni da 203 mm, corazzatura leggera e macchine per un totale di 107 000 shp, ma il progetto soffrì di scarsa stabilità. Era formata da due unità, lo USS Pensacola e lo USS Salt Lake City, che prestarono servizio dal 1929-1930 per tutta la seconda guerra mondiale, operando esclusivamente nel teatro del Pacifico e dell'Estremo Oriente. Furono infine radiate dal servizio tra il 1946 e il 1947 e usate come bersaglio durante l'operazione Crossroads, al quale sopravvissero: furono quindi affondate durante un'esercitazione navale nel 1948.

## Caratteristiche

### Scafo e dotazioni
La classe Pensacola di incrociatori pesanti fu progettata immediatamente dopo la ratifica del trattato navale di Washington nel febbraio 1922, perciò per mantenere il dislocamento entro le 10 000 tonnellate (limite massimo concesso dal trattato) fu sacrificata la corazzatura e non furono installate voluminose turbine. La classe doveva però essere armata di dieci cannoni da 203 mm per poter confrontarsi su un piede di parità con gli incrociatori classe Myoko della Marina imperiale giapponese: sempre nell'ottica di rispettare i limiti di peso, i cannoni furono distribuiti in quattro torrette e non in cinque, diminuendo la lunghezza e quindi l'ingombro totali. I progettisti inoltre adottarono un ponte continuo con due alberi tripodi (uno a mezzanave e un spostato verso poppa), un basso bordo libero, un'inclinazione dello scafo al di sopra della linea di galleggiamento piuttosto pronunciata, forte insellatura del ponte; in genere erano navi alte sull'acqua e tendevano al rollio anche quando il mare era calmo. Per amplificare il raggio utile di perlustrazione i due incrociatori furono dotati di due catapulte a mezzanave, appena dietro il fumaiolo anteriore: tra le due catapulte vi era spazio a sufficienza per accogliere quattro idrovolanti all'aperto, visto che non era disponibile un hangar.
Le due unità della classe Pensacola ebbero infine queste dimensioni: lunghezza fuori tutto 178,52 metri, larghezza massima 19,89 metri, pescaggio massimo 5,94 metri. Il dislocamento a vuoto, grazie agli sforzi e alla rinuncia a pesanti corazzature, era di 9 097 tonnellate e la stazza lorda arrivava a 11 512 tonnellate. L'equipaggio per ciascuna unità era composto da 631 tra ufficiali e marinai.
Nel 1940 il Pensacola fu tra le prime unità statunitensi ad adottare il radar CXAM e, nei mesi finale della guerra, entrambi gli incrociatori montavano un radar SK, due radar SG e un radar SP, quest'ultimo dedicato per il controllo del fuoco contraereo.

### Impianti propulsivi
La classe Pensacola era stata pensata per la ricognizione, dunque la velocità era un requisito fondamentale. Furono adoperate otto caldaie White-Forster accoppiate a quattro turbine a ingranaggi a vapore Parsons, a ciascuna delle quali era stato vincolato un albero motore dotato di elica: la potenza erogata era di 107 000 shp e la velocità massima pari a 32,5 nodi (61,8 km/h). L'autonomia massima era di 10 000 miglia alla velocità media di 15 nodi, ovvero circa 18 500 chilometri a un'andatura di 28,5 nodi e la scorta di olio combustibile trasportabile a bordo ammontava a 2 116 tonnellate.

### Armamento
L'armamento si basava su dieci cannoni Mark 9 da 203 mm lunghi 55 calibri (L/55), distribuiti in due torrette trinate e due binate: cinque pezzi erano a prua e cinque a poppa, con le torri trinate poste in posizione sopraelevata su un alto basamento poiché le barbette non poterono essere fissate allo scafo, accentuando i problemi di stabilità. L'adozione di questi pezzi non aveva incontrato difficoltà poiché erano più performanti dei cannoni da 152 mm e avevano maggiore gittata; il modello Mark 9 sparava una granata alla velocità iniziale di 853 m/s alla distanza massima di 29 100 metri con un rateo di fuoco pari a 2-3 colpi al minuto. Il tiro era regolato da due centrali Mark 18, uno sulle sovrastrutture di poppa e uno su quelle di prua: era un apparecchio di alta qualità, superiore ai corrispettivi giapponesi. Fu poi rimpiazzata dal Mark 35 e dal 1942 fu coadiuvata da appositi radar che aumentarono decisamente la precisione e ampliarono le possibilità operative anche di notte. La dotazione antinave era completata da due impianti da tre tubi lanciasiluri l'uno da 533 mm (uno per fiancata), fissati sul primo ponte in corrispondenza del fumaiolo prodiero.
Per garantire la difesa antiaerea era stato pianificato che i Pensacola dovessero disporre di una batteria di otto cannoni da 127 mm (L/25) su affusto singolo, tuttavia solo quattro furono effettivamente montati al fine di contenere il dislocamento finale. Il cannone da 127 mm era un'arma non eccezionalmente precisa ma con un rateo di fuoco elevato, anche 14 colpi al secondo con serventi bene addestrati: utilizzava granate pesanti 25 chili e aveva una gittata massima di 8 350 metri. La difesa contraerea a breve distanza, in particolare per colpire i bombardieri in picchiata, era composta da otto mitragliatrici pesanti Browning M2 da 12,7 mm, riconosciute insufficienti per tale compito già pochi anni dopo il completamento della classe.
Nel 1935 sia il Pensacola, sia il Salt Lake City furono privati dei due impianti lanciasiluri e dotati di altri quattro cannoni da 127 mm, che furono sistemati ai due lati della torre di comando. Nel 1941, poco prima dello scoppio della guerra nell'Oceano Pacifico, entrambi gli incrociatori ricevettero due impianti quadrinati di cannoni antiaerei "Chicago Piano" da 28 mm L/75. Nella prima fase del conflitto la United States Navy incrementò le difese contraeree di tutti gli incrociatori pesanti: nel 1942 la classe Pensacola ebbe dunque altri due gruppi di cannoni da 28 mm e otto cannoni Oerlikon da 20 mm L/70 su affusto individuale al posto delle otto Browning da 12,7 mm. Nel 1943 gli impianti quadrinati da 28 mm, ormai considerati obsoleti, furono sbarcati in favore dei più efficaci cannoni Bofors da 40 mm L/56 e furono aggiunti altri Oerlikon, sempre in installazione singola. La classe andò incontro anche a una profonda ricostruzione per eliminare i problemi di tenuta e stabilità; l'albero tripode anteriore fu rimosso e così la catapulta di destra, con conseguente diminuzione degli idrovolanti a due.
Nel 1945 il Pensacola fu equipaggiato con batterie contraeree completamente nuove e poté contare su sette installazione quadrinati di cannoni Bofors da 40 mm e nove impianti binati di cannoni Oerlikon da 20 mm; il Salt Lake City giunse ad averne sei di pezzi Bofors e diciannove cannoni Oerlikon singoli.

### Corazzatura
Potenza di fuoco e velocità erano state ottenute al prezzo di ridotte corazzature, il cui peso complessivo era infatti corrispondente al 6% dell'ingombro totale del progetto. La cintura era spessa 76 mm in corrispondenza delle sale macchine, 100 mm dei magazzini di munizioni prodieri e si estendeva per circa 1,50 metri sotto la linea di galleggiamento. I magazzini di poppa non ebbero alcuna corazzatura poiché fu assunto che i combattimenti sarebbero sempre avvenuti "di prua". Il ponte di coperta era corazzato con lastre da 25 mm (44 mm sopra i magazzini), le torrette ospitanti l'armamento primario presentavano corazzature spesse 64 mm sul frontale, 38 mm sui fianchi e 19 mm sul retro, stesso livello di protezione fornito alle barbette. La torre di comando disponeva di corazzature da 32 mm. Nel complesso questo schema era inferiore alle controparti nipponiche, le cui corazze rappresentavano il 16% del dislocamento totale.

## Unità
| Nome               | Cantiere                          | Impostazione   | Varo            | Completamento    | Destino finale                                                                  |
| ------------------ | --------------------------------- | -------------- | --------------- | ---------------- | ------------------------------------------------------------------------------- |
| USS Salt Lake City | New York Shipbuilding Corporation | 9 giugno 1927  | 23 gennaio 1929 | 11 dicembre 1929 | Affondato il 25 maggio 1948 come bersaglio 130 miglia a sud della California    |
| USS Pensacola      | New York Navy Yard                | 7 ottobre 1926 | 25 aprile 1929  | 6 febbraio 1930  | Affondato il 10 novembre 1948 come bersaglio al largo dello stato di Washington |